# Свети Йосиф (София)
Вижте пояснителната страница за други значения на Свети Йосиф.
„Свети Йосиф“ е християнска църква, един от най-големите римокатолически храмове в България. Той се намира в българската столица София, седалище е на помощния епископ на Софийско-пловдивската епархия и е съкатедрала на пловдивската църква „Свети Лудвиг“.

## История на енорията
До Чипровското въстание през 1688 г. софийските епископи и архиепископи са пребивавали в Чипровци. Преди и след въстанието, католическо присъствие в София се свежда до временно пребиваващи дубровнишки търговци. През 1640 г. епископ Петър Богдан в отчета си пред Рим съобщава за около 50 католици в София, всички дубровнишки търговци. След това той посещава София още няколко пъти и в рапорта си за посещението на 1 декември 1652 г. е записал, че в град има 60 души католици, всички дубровнишки търговци. Те имали църква, посветена на Света Богородица. Храмът е имал две врати – една на север и една на юг. Над първата е имало разпятие от мрамор. Имало е три олтара. Главният олтар, в чест на Света Богородица, е бил от дърво. На него е имало изрисувана икона на дева Мария в гръцки стил, а над нея разпятие също в гръцки стил. През 1742 г. в подобен отчет епископ Никола Радовани съобщава, че в София е намерил 17 католически семейства.
По-дълго пребиваващи католици в София са регистрирани през септември 1870 г. Тогава капуцинът Тимотей Строна за пръв път посещава града и намира 15 – 16 католици, отново всички чужденци. През следващите години техният брой започва да нараства във връзка със строителството на железопътната линия Цариград – Пловдив – Белово. Два пъти в годината Тимотей идва в града, за да извършва религиозни обреди по домовете на католиците.
През 1875 г. са поставени основите на първата католическа църква. Първата църковна служба в новия (още незавършен) храм е отслужена от енорийския свещеник Тимотей на 21 ноември 1878 г. Тази дата може да се смята за начало на енорията. През август 1879 г. отец Тимотей купува изгодно терен от 2800 кв. м. в централната част на града заедно с една къща, в която възнамерява да открие католическо училище. На 14 януари 1880 г. в София отваря врати първото девическо католическо училище. На следващата година отец Тимотей открива и училище за момчета.
Поради избора на София за столица, след Освобождението католическата общност в София се развива бързо. Според преброяването от 1881 г. католиците са 714 души, всички чужденци. Католическите нации в София са представени от 166 италианци, 102 чехи, 73 французи, 66 унгарци, 27 поляци, а остатъкът се допълва от австрийци, немци, хървати, словенци и др. През 1893 г. католиците в София вече наброяват 2205 души.
На 14 юни 1891 г. в София тържествено е открита Международната католическа болница „Княгиня Клементина“. Идеята принадлежи също на отец Тимотей. През 1889 г. заедно с помощника си отец Козма Вики той започва да събира средства. Княгиня Клементина, чийто изповедник е самият Тимотей, дава най-голямата сума. Австро-унгарският император Франц Йосиф дарява 10 000 крони с уговорката, че в бъдещата болница ще се лекуват безплатно бедни австро-унгарски поданици. През 1905 г. в града пристигат загребските милосърдни сестри (аграмките). Те основават сиропиталището „Княгиня Надежда“. През 1900 г. в катедралата е монтиран орган. През 1918 г. католиците в София наброяват около 3 хиляди, а енорийски свещеник е отец Алберт Егер с шест помощници.
През 1919 г. е основано просветното дружество „Света Цецилия“. Две години по-късно – женското благотворително дружество „Св. Антон“. През 1927 г. католиците в София наброяват над 5000 души. Между световните войни енорията добива преобладаващо български облик.
Свещеници в енорията са били отците Алберт Егер, Амброзий Комаров, Леопалд Цорман, Кирил Тосков, Йосафат Марков, Венцислав Авраамов, Августин Плачков, Дамян Гюлов и Йосиф Търновалийски.
По третия съдебен процес от серията процеси срещу католическото духовенство на 3 юни 1952 г. подсъдими са софийският свещеник капуцин отец Роберт Прустов, директор на католическото дружество „Св. Цецилия“, и неговият помощник-домакин отец Стефан Цоков. Двамата са принудени да направят самопризнания, че са извършвали шпионаж. Отец Прустов е осъден на 20 години лишаване от свобода, а отец Цоков – на 10 години.
През 1950 г. отец Франц Нонов е назначен в София, но след две години е осъден на 10 години затвор по друг от процесите срещу духовниците. От 1970 г. отново е назначен в енорията като органист, а от 1981 г. до 1992 г. работи като енорийски свещеник. Малко преди смъртта си отец Франц се завръща за трети път в енорията (като изповедник), той е любимец на няколко поколения католици от енория.

## Енористи
- Тимотей Строна (1878 – 1894)
- Козма Вики (1894 – 1912)
- Серафим Нардин (1912 – 1915)
- Алберт Егер (1915 – 1929)
- Леополд Зорман (1929 – 1934)
- Йозафат Марков (1934 – 1941)
- Роберт Прустов (1941 – 1951, 1964 – 1980)
- Фортунат Бакалски (1951 – 1952)
- Фердинад Алатонов (1952 – 1954)
- Амврозий Ружин (1954 – 1958)
- Павел Йотов (1958 – 1960)
- Лавренти Стрехин (1960 – 1964)
- Франц Нонов (1980 – 1992)
- Цецилио Делянин (1992)
- Алоис Бодурски (1992 – 1994)
- Кшищоф Кужок (1994 – 2001, 2002 – 2007)
- Мариуш Полцин (2001 – 2002, 2007 – 2009)
- Томаш Кригер (2009 –2010)
- Збигнев Тенча (2010-2016)
- Ярослав Бабик (2016-2024)
- Елко Терзийски (2024-)

## Епископски ръкополагания
В кокатедралата са ръкоположени следните епископи:
- епископ Иван Романов, ръкоположен на 4 октомври 1942 г. за призренски епископ от архиепископ Джузепе Мацоли, в съслужие с епископ Дамян Теелен и скопския епископ Смилян Чекада
- епископ Румен Станев, ръкоположен на 17 януари 2021 г. за симидикански епископ от епископ Георги Йовчев, в съслужие с епископ Христо Пройков и епископа на Скопие Киро Стоянов

## История на храма
Основите на католически храм в София са поставени преди Освобожденито, но сградата е завършена през 1880 г. Тогавашният енорийски комплекс включва църква, манастир за отците-капуцини, училище и концертна зала.
Църквата е напълно довършена през 1889 г. През лятото на 1896 г. цар Фердинанд I присъства заедно с княгинята и целия дипломатически корпус при освещаването ѝ от епископ Роберто Менини.
Бъдещият епископ Иван Романов започва своите свещенодействия като помошник-еронист в храма от 1901 г. до 1905 г. Епископското му ръкополагане е извършено също в храма на 4 октомври 1942 г.
На 30 март 1944 г. сградата е ударена с пряко попадение и разрушена при една от англо-американските бомбардировки над София. Създадена е Фондация „Свети Йосиф“, която започва да събира средства за възстановяване на енорийския храм. На 5 ноември 1944 г. епископ Иван Романов освещава салона „Свети Франциск“ – единствената част от комплекса, запазена след бомбардировките – като временен молитвен дом на столичната западнообредна енория. Концертната зала е използвана за служби в продължание на повече от 60 години. Енорийският дом на свещениците, с изключение на малка площ, е национализиран от комунистическата власт.

На 25 май 2002 г. папа Йоан Павел II, по време на апостолическо си поклонничество в България, полага основния камък на нова катедрала на същото място, където е била старата. Строежът на новия храм е подпомогнат от финансовите помощи на католици от целия свят. Строежът продължава в периода 2002 – 2006, с известни прекъсвания. Проектът е на архитект Константин Пеев и архитект Стоян Янев.
След като новата сграда на катедралата е завършена, тя е осветена от държавния секретар на Ватикана кардинал Анджело Содано на 21 май 2006 г. Присъстват вярващи от всички католически епархии в България, представители на другите изповедания и официалната власт в България и много посланици от католически страни.

## Оформление
Католическа катедрала „Свети Йосиф“ разполага с 350 места за сядане и може да побере до 1000 богомолци. Катедралата е дълга 23 m, широка е 15 m, висока е 19 m. Основният корпус на сградата заедно с покрива е с височина 23 m, а камбанарията, оборудвана с 4 електронно задействащи се камбани, е висока 33 m. Тя е третата по големина католическа църква в България след храмовете „Пресвето Сърце Исусово“ и „Свети Архангел Михаил“ в град Раковски. Катедралата е оборудвана и с езичков орган, а над олтара се извисява 7-метрово дървено разпятие. Под кръста се намира иконата на Богородица, подарена от патриарх Максим по време на освещаването на храма. От двете страни на презвитериума се намират две статуи – на патрона на катедралата свети Йосиф и на патрона на капуцините свети Франциск от Асизи.
От дясната страна при входа се намира иконата на Божието Милосърдие с надпис: „Исусе, уповавам се на Тебе!“. Тази икона е свързана с явлението на Исус на Света Фаустина Ковалска. При входа се намира и статуята на Дева Мария, която в Лурд през 1858 г. се явява на света Бернадета Субиру, за да се обяви като непорочно зачената. От другата страна на портата на катедралата се намират статуите на едни от най-популярни светци в Католическата църква – света Тереза Авилска, боса кармелитка, и свети Антон Падуански, францисканец.
При оградата на катедралата се намира статуята на блажения папа Йоан XXIII, която е осветена от папа Йоан Павел II при посещението му през 2002 г. в енорията.
Храмът се стопанисва от Ордена на капуцините.
Храмовият празник - 19 март.